# Moadon Kaduregel Hapoel Bnei Lod Rakevet
Il Moadon Kaduregel Hapoel Bnei Lod Rakevet (in ebraico מועדון כדורגל הפועל עפולה‎?), noto come Hapoel Bnei Lod, è una società calcistica avente sede a Lod (Israele).
Milita nella Liga Bet, la quarta serie del campionato di calcio israeliano.

## Rosa 2015-2016
| N. |                    | Ruolo | Calciatore       |
| -- | ------------------ | ----- | ---------------- |
| 1  | Israele (bandiera) | P     | Yosef Azbarga    |
| 2  | Israele (bandiera) | C     | Itzik Abushdid   |
| 3  | Israele (bandiera) | D     | Matan Peleg      |
| 4  | Ghana (bandiera)   | D     | Imoro Lukman     |
| 5  | Israele (bandiera) | D     | Yakir Shina      |
| 6  | Israele (bandiera) | D     | Tomer Elbaz      |
| 7  | Israele (bandiera) | C     | Phillip Manneh   |
| 8  | Israele (bandiera) | C     | Mohammed Azberga |
| 9  | Israele (bandiera) | C     | Dele Yampolsky   |
| 10 | Israele (bandiera) | C     | Yahya Isa        |
| 11 | Israele (bandiera) | C     | Mahmoud Abbas    |
| 12 | Israele (bandiera) | C     | Halil Farig      |
| 14 | Israele (bandiera) | A     | Matan Lutati     |

| N. |                    | Ruolo | Calciatore                |
| -- | ------------------ | ----- | ------------------------- |
| 15 | Israele (bandiera) | A     | Murad Abu Anza            |
| 17 | Israele (bandiera) | D     | Salem Abu Siam            |
| 18 | Israele (bandiera) | D     | Hana Nasser               |
| 19 | Israele (bandiera) | A     | Musa Islam                |
| 22 | Israele (bandiera) | P     | Stav Flezental            |
| 23 | Israele (bandiera) | D     | Amir Nafa'a               |
| 24 | Israele (bandiera) | C     | Eliran Dushi              |
| 25 | Israele (bandiera) | D     | Loei Abu Ganem            |
| 27 | Brasile (bandiera) | A     | Leonardo Ramos dos Santos |
| 28 | Israele (bandiera) | A     | Yinon Barda               |
| 77 | Israele (bandiera) | A     | Raz Shavit                |
|    | Israele (bandiera) | C     | Raz Karmi                 |
|    | Israele (bandiera) | A     | Hisham Azberga            |

## Palmarès

### Competizioni nazionali
- Coppa Toto Leumit: 1

2014-2015

### Altri piazzamenti
- Liga Leumit:

Secondo posto: 2011-2012
Terzo posto: 2013-2014, 2014-2015